# Gonzalo Piña Ludueña
Gonzalo Piña Ludueña o Lidueña (Gibraltar, Corona de Castilla, España 1545-Caracas, Provincia de Venezuela, Virreinato de Perú 1600) fue un conquistador español y administrador colonial en la provincia de Venezuela entre 1597 y 1600.
Gonzalo Piña Ludueña nació en la ciudad, entonces española, de Gibraltar en 1545. Pasó al Nuevo Mundo y se estableció en la región occidental de lo que hoy es Venezuela, concretamente en la ciudad de Mérida, siendo uno de los primeros habitantes españoles de la localidad. Con Mérida como base, fundó varias poblaciones en el área, como Nuestra Señora de Pedraza (fundada en 1591 y conocida hoy en día como Ciudad Bolivia capital del Municipio Pedraza, estado de Barinas), o San Antonio de Gibraltar (actual Gibraltar, en el estado de Zulia). San Antonio de Gibraltar recibió su nombre de la ciudad natal de Piña Ludueña y fue creada a iniciativa del concejo de Mérida el cual, necesitando un nuevo puerto, encargó su fundación a Piña Ludueña en la costa del lago de Maracaibo en 1592.
Tras la promoción del anterior gobernador de la Provincia de Venezuela, Diego de Osorio para presidir la Real Audiencia de Santo Domingo, Piña Ludueña fue nombrado gobernador por el rey Felipe II el 17 de abril de 1597. Ocupó el cargo hasta su muerte, el 28 de mayo de 1600. Escribió también una Descripción de la laguna de Maracaybo y río de la Magdalena.